# Jack Wu
Jack Wu (Hongkong, 23 augustus 1977) is een Hongkongse TVB-acteur en presentator.

## Filmografie
- Burning Flame II (2002)
- Not Just a Pretty Face (2003)
- The King of Yesterday and Tomorrow (2003)
- Triumph in the Skies (2003)
- Net Deception (2004)
- Real Kung Fu (2005)
- The Gâteau Affairs (2005)
- Ten Brothers (2005)
- Love Guaranteed (2006)
- To Grow with Love (2006)
- Forensic Heroes (2006)
- The Biter Bitten (2006)
- Phoenix Rising (2007)
- The Silver Chamber of Sorrows (2008)
- Forensic Heroes II (2008)
- Moonlight Resonance (2008)